# Jaunpur (Distrikt)
Der Distrikt Jaunpur (Hindi: जौनपुर जिला, Urdu ضلع جونپور) ist ein Distrikt des indischen Bundesstaats Uttar Pradesh. Verwaltungszentrum ist die namensgebende Stadt Jaunpur.

## Geografie

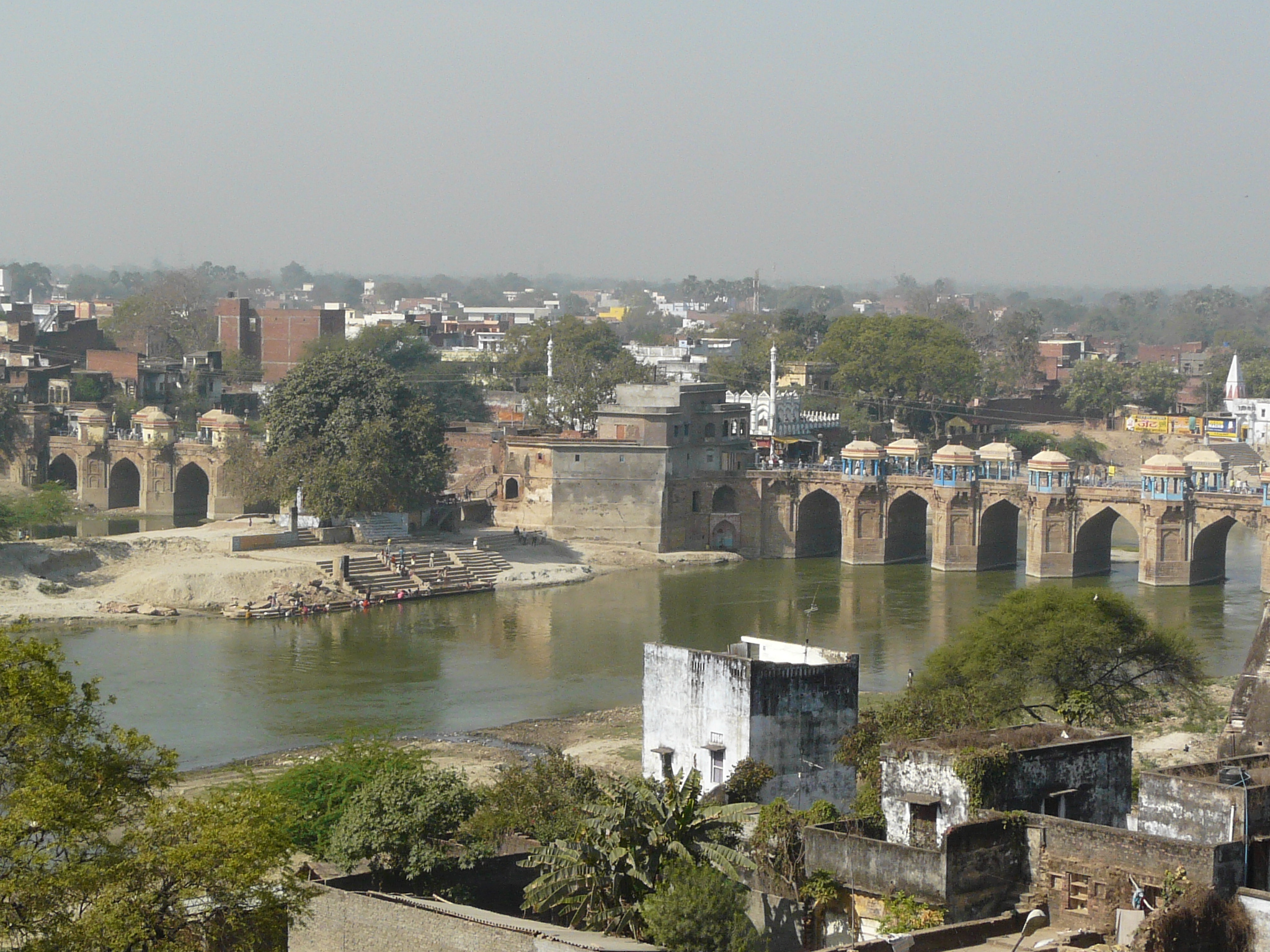
Brücke über den Gomti in Jaunpur

Der Distrikt Jaunpur liegt in der Gangesebene im Osten Uttar Pradeshs. Nachbardistrikte sind Sultanpur im Norden, Azamgarh im Nordosten, Ghazipur im Osten, Varanasi im Südosten, Bhadohi im Süden, Prayagraj im Südwesten und Pratapgarh im Westen.
Die Fläche des Distrikts Jaunpur beträgt 4038 km². Das Distriktgebiet ist gänzlich flach und wird von der Gomti, einem Nebenfluss des Ganges durchflossen.

## Verwaltungsgliederung
Der Distrikt Jaunpur gehört zur Division Varanasi. Er ist in die sechs Tehsils Sadar, Madiyahun, Machhalishahar, Kerakat, Shahganj und Badlapur unterteilt.

## Geschichte

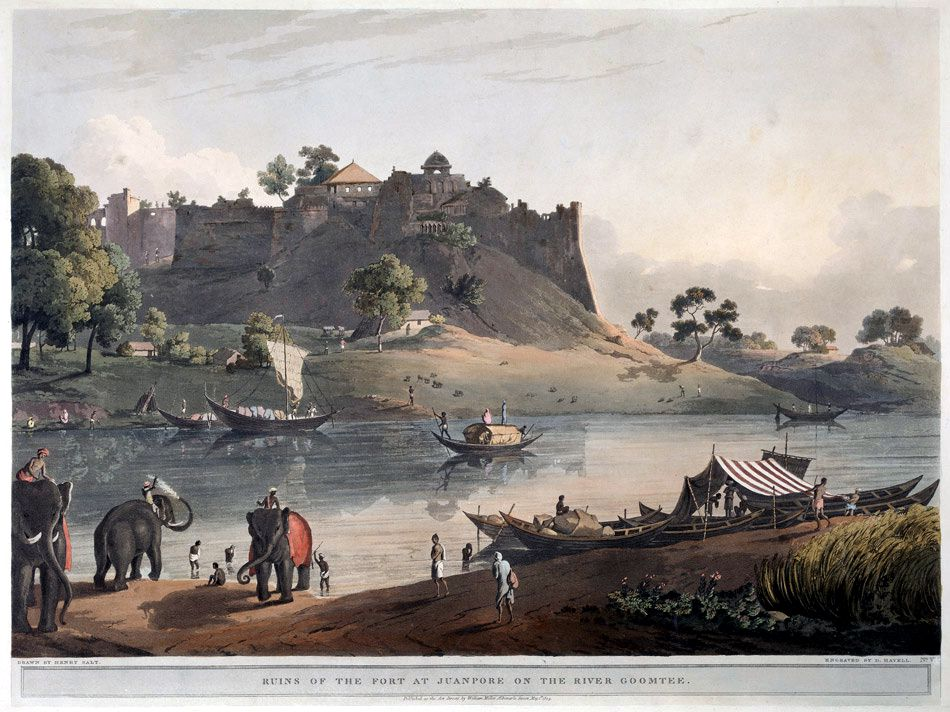
Ruins of the Fort at Juanpore on the River Goomtee. Zeichnung von Henry Salt, 1809.

Der Distrikt Jaunpur wurde von den Briten eingerichtet, nachdem sie das Gebiet 1775 unter ihre Herrschaft gebracht hatten. Während der britischen Herrschaftszeit war der Distrikt Teil der Ceded and Conquered Provinces (ab 1836 Northwestern Provinces), die 1902 zu einem Teil der United Provinces of Agra and Oudh wurden. Nach der indischen Unabhängigkeit 1947 ging aus den United Provinces der Bundesstaat Uttar Pradesh hervor.

## Bevölkerung
Nach der indischen Volkszählung 2011 hatte der Distrikt Jaunpur 4.494.204 Einwohner. Damit gehörte er zu den einwohnerstärksten Distrikten Uttar Pradeshs. Zwischen 2001 und 2011 wuchs die Einwohnerzahl um 14 Prozent und damit langsamer als im Mittel Uttar Pradeshs (20 Prozent). Die Bevölkerungsdichte lag mit 1113 Einwohnern pro km² deutlich über dem ohnehin schon hohen Durchschnitt des Bundesstaates (829 Einwohner pro km²). Dabei ist der Distrikt stark ländlich geprägt: Webuger als acht Prozent der Einwohner lebten in Städten (der Mittelwert Uttar Pradeshs betrug zu diesem Zeitpunkt 22 Prozent). Die Alphabetisierungsrate lag mit 72 Prozent über dem Mittelwert Uttar Pradeshs (68 Prozent) und entsprach fast genau dem gesamtindischen Durchschnitt (73 Prozent).
Unter den Einwohnern des Distrikts stellten Hindus nach der Volkszählung 2001 mit 89 Prozent die große Mehrheit. Daneben gab es eine muslimische Minderheit von zehn Prozent.

## Städte
| Stadt            | Einwohner (2001) |
| ---------------- | ---------------- |
| Dhanauha         | 6.213            |
| Jafarabad        | 8.801            |
| Jaunpur          | 159.996          |
| Kerakat          | 12.472           |
| Kheta Sarai      | 16.228           |
| Machhlishahr     | 22.943           |
| Mariahu          | 20.142           |
| Mogra Badshahpur | 17.747           |
| Shahganj         | 24.595           |